# Villa della Regina
La Villa della Regina és una de les Residències de la casa reial de Savoia declarades Patrimoni de la Humanitat per la UNESCO l'any 1997. Té el codi 823-013 i es troba a situada a la Strada S. Margherita, 40 de Torí (Piemont, Itàlia).

## Història
Va ser projectada al voltant de l'any 1620 per Ascanio Vitozzi -algunes fonts citen, en lloc d'ell, a Carlo i Amedeo di Castellamonte- per al cardenal Maurici de Savoia, home de gran cultura que va renunciar després a la porpra cardenalícia per viure en aquesta vila amb la seva dona Ludovica.
El nom del complex es justifica pel fet que va ser la casa preferida de dues reines de monarques savoians, Anna Maria d'Orleans i Maria Antònia d'Espanya esposes, respectivament, de Víctor Amadeu II i Víctor Amadeu III.
L'estructura és típica del segle xvii amb un esplèndid jardí a la italiana: una plaça-terrassa el·líptica permet accedir a un pati superior rectangular que allotja el castell, un edifici a la seva esquerra i una terrassa a la dreta. A la part posterior del palau un esplèndid jardí en forma d'hemicicle excavat en la colina, amb terrasses i mirador, fonts decoratives -dignes de destacar són les grutes i la font en cadena d'aigua- i el «teatre de les aigües».
Amb el trasllat de la cort savoiana al Palau del Quirinal, molts mobles i obres d'art van ser transferits a Roma i la Villa della Regina espoliada. Abandonada després de l'exili savoià i copejada pels bombardejos aliats durant la Segona Guerra Mundial, la Villa va conèixer després dècades de degradació, a les quals es va intentar posar remei amb deu anys de restauració posteriors.